# Ossian
|  | Aquest article tracta sobre cicle de poemes de James Macpherson i el seu principal personatge. Si cerqueu l'heroi de la mitologia irlandesa, vegeu «Oisín». |

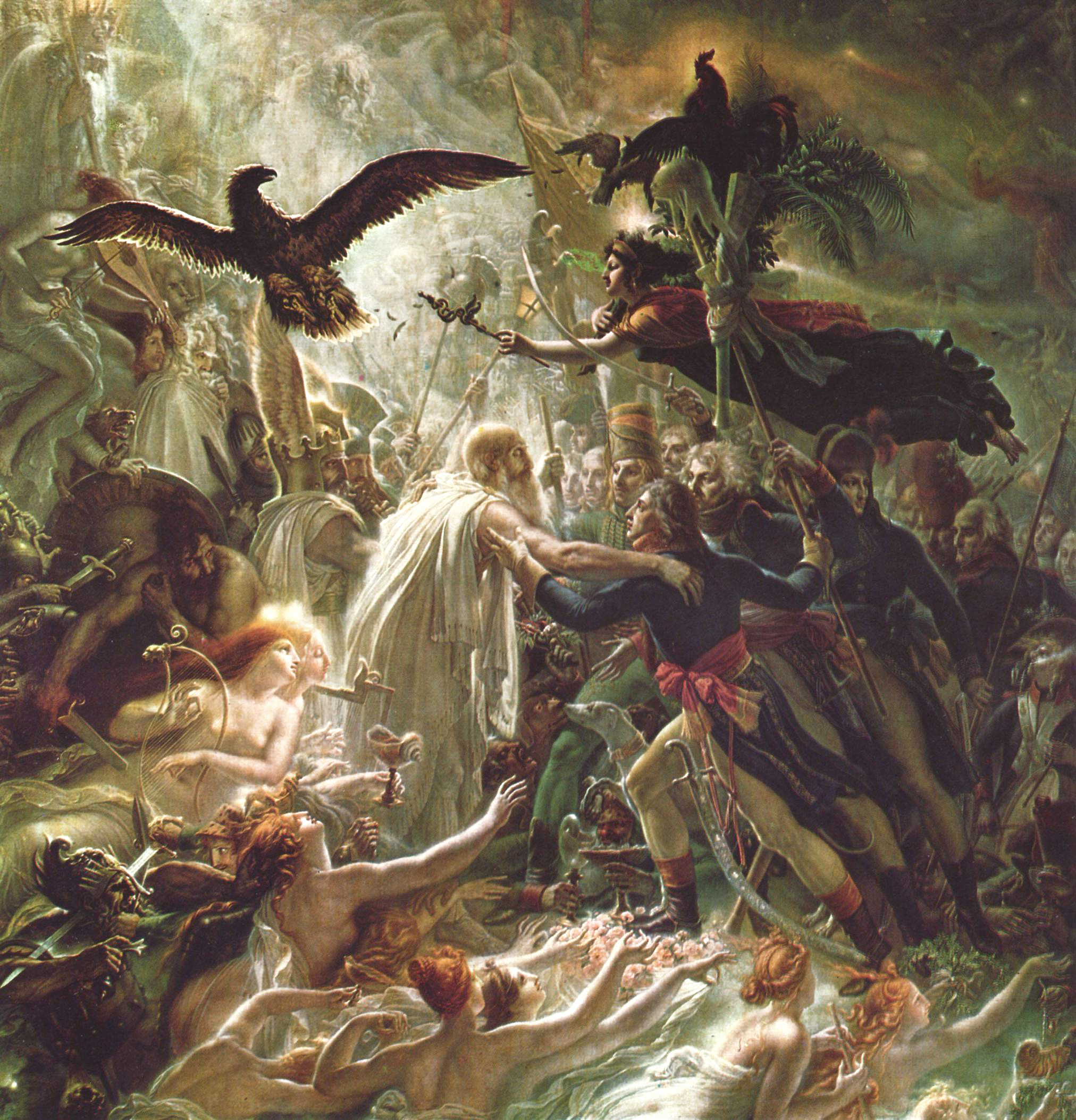
Ossian rebent els fantasmes del herois francesos caiguts, Anne-Louis Girodet, 1805

Ossian és el narrador, i el suposat autor, d'una sèrie de poemes que el poeta escocès James Macpherson va manifestar haver traduït d'antigues fonts gaelicoescoceses. Està basat en Oisín, fill de Finn o Fionn mac Cumhaill, un personatge de la mitologia irlandesa. La polèmica sobre l'autenticitat dels poemes va continuar fins al segle xx.

## Els poemes

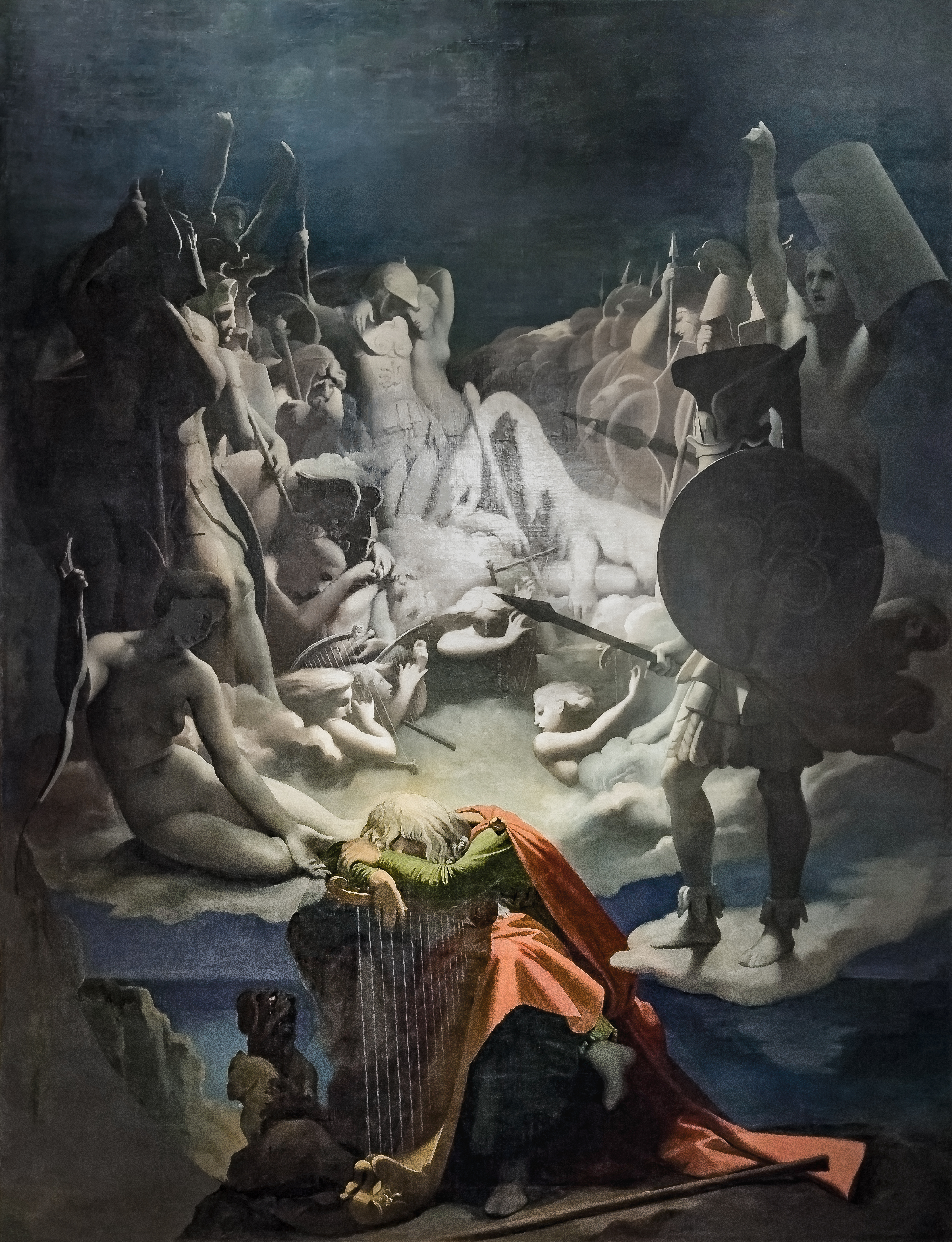
Somni d'Ossian, Jean Auguste Dominique Ingres, 1813

L'any 1760, Macpherson va publicar el text anglès Fragments of Ancient Poetry collected in the Highlands of Scotland (Fragments de poesia antiga recollida a les Terres altes d'Escòcia), i un any després va obtenir més manuscrits.
L'any 1761, va afirmar haver trobat un poema èpic sobre l'heroi Fingal, escrit per Ossian. El nom Fingal o Fionnghall significa 'l'estranger blanc'. Va publicar-ne traduccions durant uns quants anys, culminant en una edició completa, The Works of Ossian (Les obres d'Ossian), l'any 1765. El més cèlebre d'aquests poemes fou Fingal, escrit l'any 1762. Els poemes van assolir un èxit internacional (fins i tot Napoleó va declarar ser-ne un gran admirador) i van ser proclamats com la versió celta d'escriptors de l'antiguitat clàssica, com ara Homer. Molts escriptors s'hi van veure influïts, incloent-hi el jove Walter Scott i l'alemany J. W. von Goethe, del qual la seua traducció d'una porció de l'obra de Macpherson juga un destacat paper en una escena decisiva d'Els sofriments del jove Werther. Johann Gottfried Herder, molt influent en l'obra de Goethe, va escriure un assaig amb el títol Extract from a correspondence about Ossian and the Songs of Ancient Peoples (Extracte sobre la correspondència entre Ossian i els cants dels Pobles Antics) en els primers dies del moviment Sturm und Drang. El poema va ser admirat a Hongria en la mateixa mesura que a França o Alemanya; el poeta hongarès János Arany va escriure Homer i Ossian en resposta, mentre que altres escriptors hongaresos —Baróti Szabó, Csokonai, Sándor Kisfaludy, Kazinczy, Kölcsey, Ferenc Toldy i Ágost Greguss— també s'hi van veure influenciats.
La influència també es va estendre al sorgiment de la música romàntica, i en particular Franz Schubert va compondre lieders sobre poemes d'Ossian.

## Debat sobre l'autenticitat

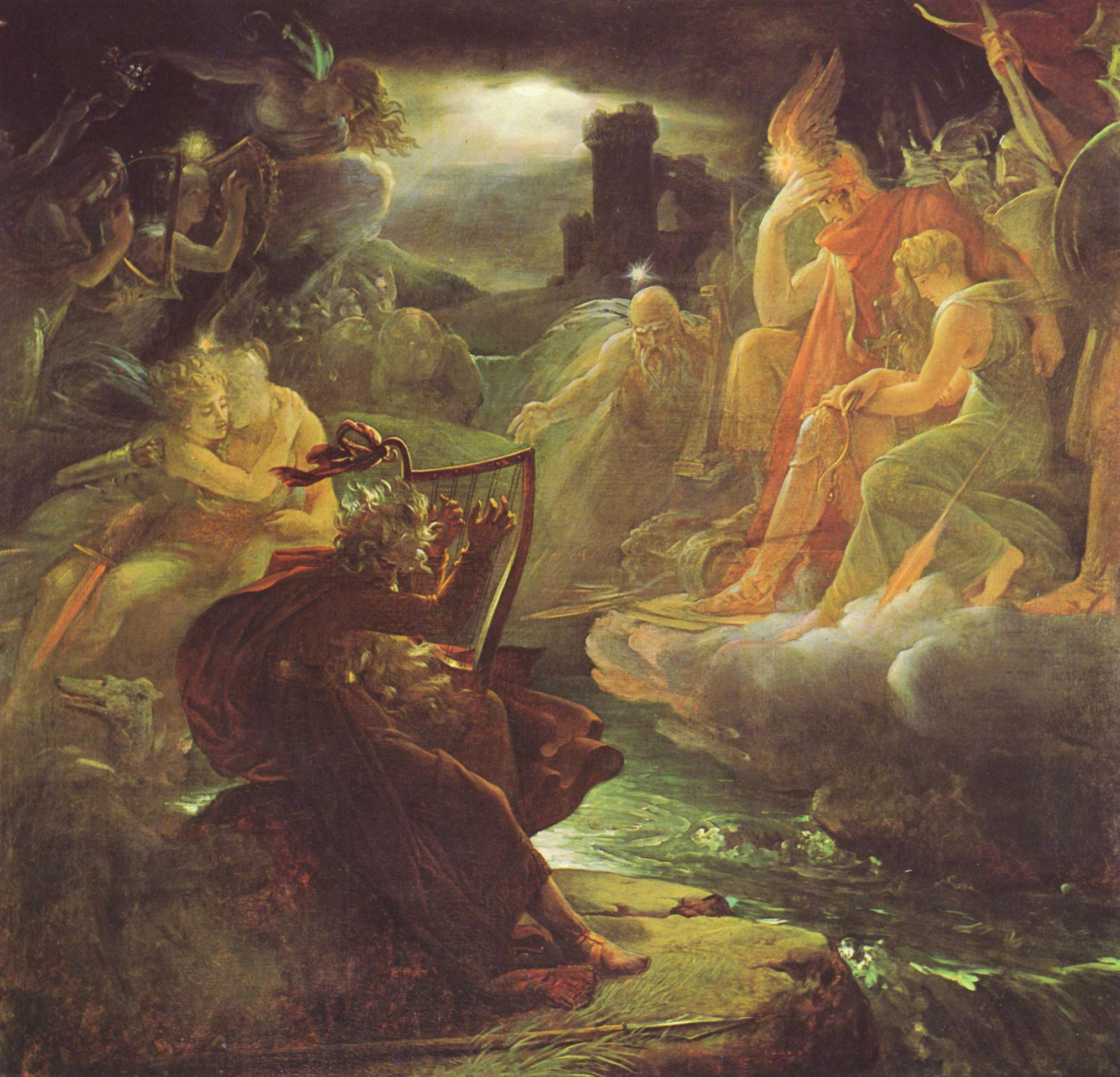
Ossian, per François Pascal Simon Gérard

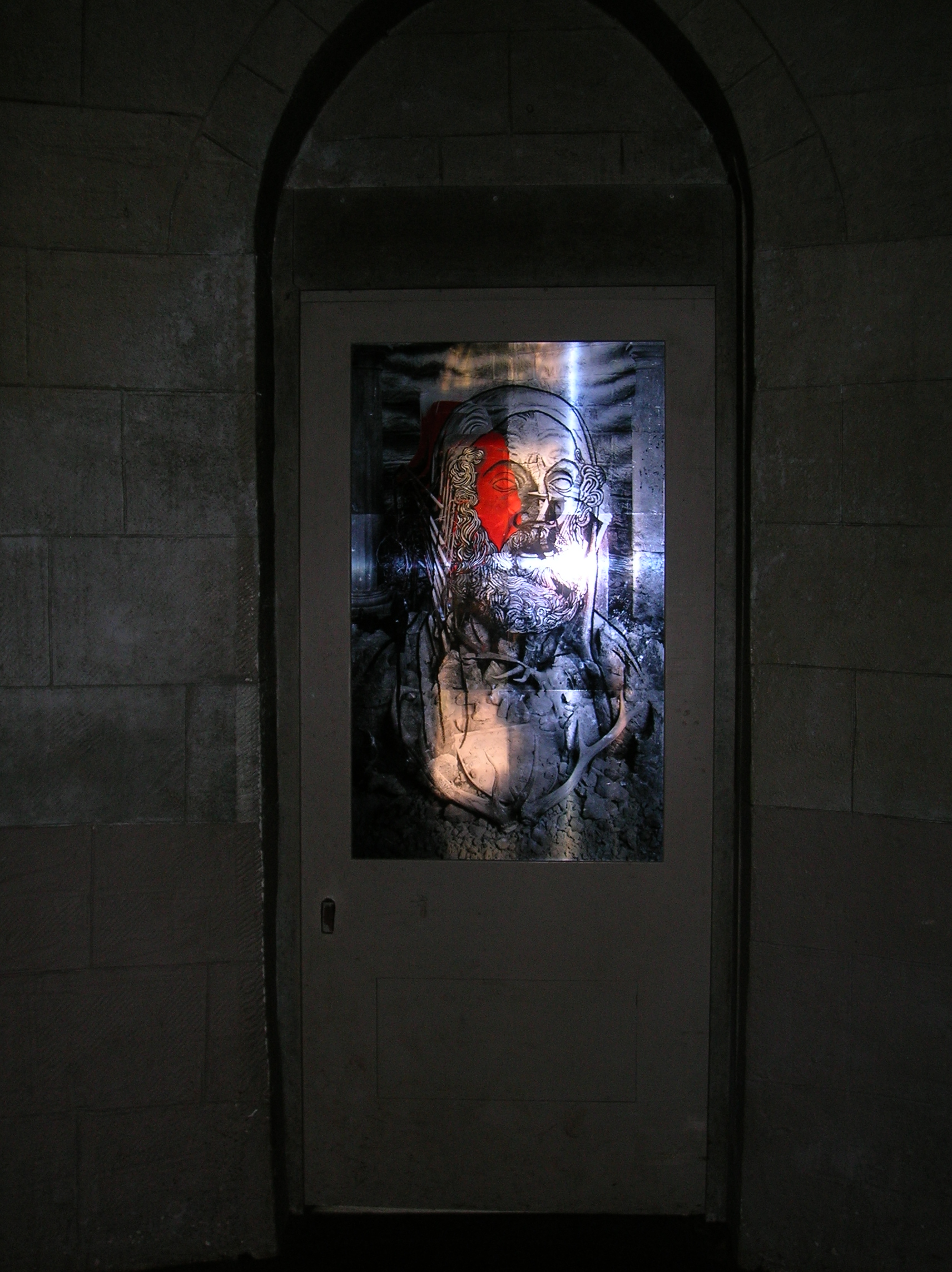
Ossian a la sala del seu nom, a la ciutat escocesa de Dunkeld

Immediatament, va haver-hi disputes sobre les afirmacions de Macpherson, tant per raons literàries com polítiques. Macpherson reivindicà un origen escocès dels materials, i es va trobar amb la irada oposició d'historiadors irlandesos, els quals sentien que el seu llegat històric els havia estat arrabassat. No obstant això, Escòcia i Irlanda havien compartit una cultura gaèlica comuna durant el període en què els poemes situen l'acció, i part de la literatura feniana, comuna en ambdós països, va ser escrita a Escòcia.
Un gran detractor dels poemes d'Ossian fou Samuel Johnson, el qual desconeixia tant la llengua gaèlica escocesa com la tradició gaèlica. Johnson creia que no sols es tractava de poemes amb un origen falsejat, sinó que, a més, eren poemes dolents. Quan se li preguntà: «Però Doctor Johnson, realment creu que qualsevol persona pot avui dia escriure poesia com aquesta?» va contestar amb aquesta famosa resposta: «Sí. Molts homes. Moltes dones. I molts nens".
Davant la gran controvèrsia, el Comitè de la Highland Society va ser requerit sobre l'autenticitat del suposat original de Macpherson. Va ser gràcies a aquestes circumstàncies que l'anomenat Manuscrit de Glenmasan (Adv., 72.2.3) va eixir a la llum, una compilació que conté el conte Oided mac n-Uisnig. Aquest text és una versió de l'irlandès Longes mac n-Uislenn i presenta certes semblances amb el Darthula de Macpherson, tot i que, per altra banda, és radicalment diferent en molts altres aspectes. Donald Smith el va citar en el seu informe al Comitè.
La controvèrsia es va intensificar durant els primers anys del segle xix, amb discussions sobre si els poemes estaven basats en fonts irlandeses o angleses, en fragments gaèlics recompostos per Macpherson —tal com va concloure Johnson— o, fonamentalment, en les tradicions orals gaelicoescoceses i en manuscrits, tal com Macpherson afirmava. L'autor escocès Hugh Blair va fer pública l'any 1763 Una dissertació crítica sobre els poemes d'Ossian, per donar suport a l'autenticitat de l'obra davant dels atacs de Johnson, i des del 1765 va ser inclosa en totes les edicions d'Ossian per donar suport a la credibilitat de l'obra.
L'any 1952, Derick Thomson va arribar a la conclusió que Macpherson havia recollit balades gaelicoescoceses, emprant escrivans per a registrar les que s'havien conservat en la tradició oral i per a examinar manuscrits, però que les havia adaptades, alterant-ne els personatges i les idees originals, introduint-hi una gran part de la seua pròpia inspiració.

## Referències

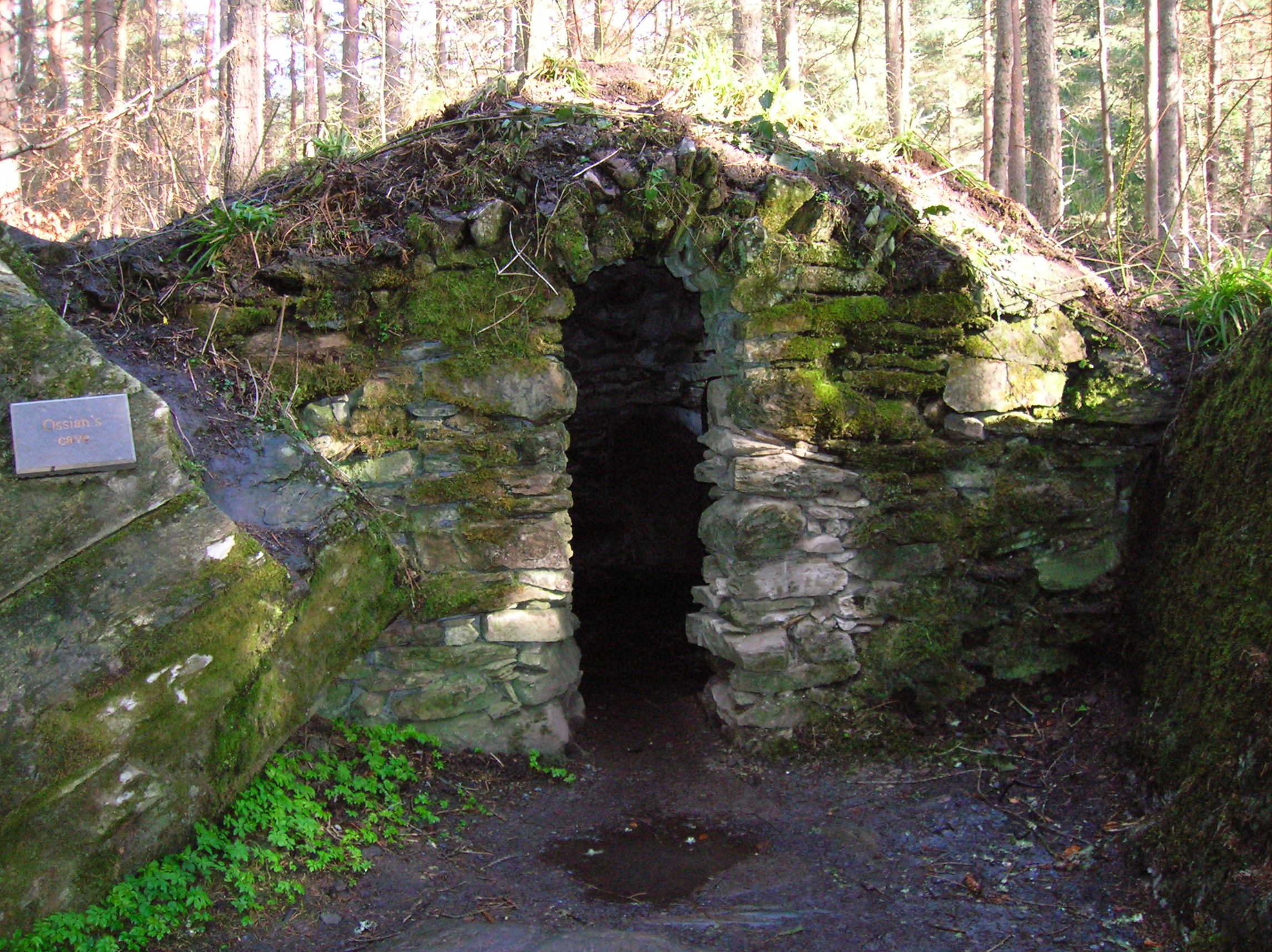
Cova d'Ossian a The Hermitage, Dunkeld, Escòcia